# 群馬県立小児医療センター
群馬県立小児医療センター（ぐんまけんりつしょうにいりょうセンター）は、群馬県渋川市にある群馬県立の小児専門病院。

## 沿革
- 1982年（昭和57年）4月1日開設、7月1日から全面的診療開始。
- 開設時病床数80床、1983年3月に98床。2003年（平成15年）4月103床。2005年4月150床。

## 診療科
- 内科
  - 総合内科
  - 神経内科
  - 循環器科
  - 血液腫瘍科
  - 腎臓内科
  - アレルギー感染免疫科・呼吸器科

- 外科
  - 一般外科
  - 心臓血管外科
  - 形成外科
  - 整形外科
  - 脳神経外科

- 総合周産期母子医療センター
  - 新生児科
  - 産科
  - 胎児心臓外来
  - 胎児超音波スクリーニング外来
  - 母乳外来

- 特殊専門外来
  - 麻酔科
  - 放射線科
  - 遺伝科
  - 歯科・障害児歯科
  - 耳鼻咽喉科
  - 眼科
  - 小児精神科
  - 内分泌代謝科

- その他
  - リハビリテーション
  - 心理判定
  - 心理カウンセリング
  - 予防接種

## 施設認定等
（下表の出典）
| 保険医療機関                                             |
| 指定自立支援医療機関（更生医療）                         |
| 指定自立支援医療機関（育成医療）                         |
| 指定自立支援医療機関（精神通院医療）                     |
| 身体障害者福祉法指定医の配置されている医療機関           |
| 生活保護法指定医療機関                                   |
| 結核指定医療機関                                         |
| 指定養育医療機関                                         |
| 指定小児慢性特定疾病医療機関                             |
| 難病の患者に対する医療等に関する法律に基づく指定医療機関 |
| 母体保護法指定医の配置されている医療機関                 |
| 臨床研修病院                                             |
| DPC対象病院                                              |
| 総合周産期母子医療センター                               |

- このほか、各種法令による指定・認定病院であるとともに、各学会の認定施設でもある。

## 交通アクセス
- 公共交通機関でのアクセスは疎。関越高速道路を利用する場合、前橋方面からは駒寄パーキングエリアスマートインターチェンジ、新潟方面からは渋川伊香保インターチェンジが最寄り。Google Mapsで表示。
- JR両毛線前橋駅下車、関越交通バス（小児医療センター行)前橋駅から約35分
- JR両毛線前橋駅下車、関越交通バス（渋川行）木曽神社入口下車（約30分）、徒歩約15分
- JR上越線渋川駅下車、関越交通バス（前橋行）木曽神社入口下車（約25分）、徒歩約15分
- JR上越線八木原駅下車、タクシー約10分

## 不祥事・医療ミス・医療事故
- 2019年8月 - 難病のチャージ症候群を患い入院中の男性患者（10代）の脈拍と血液中の酸素濃度を測る機器の表示がないことに事故当日の午前4時半ごろ、看護師が気付いた。不具合を疑い、機器を交換するなどして対応したが、5時半ごろに呼吸を確保する管が外れているのを確認。男性は心肺停止状態で、蘇生処置を受けたが自発呼吸はなく、低酸素脳症による後遺症が残った[2]。